# Lowell Sherman
Pour les articles homonymes, voir Sherman.
Lowell Sherman, né le 11 octobre 1885 à San Francisco, Californie (États-Unis), et mort le 28 décembre 1934 à Hollywood (Californie), est un acteur, réalisateur et producteur américain.

## Biographie
Il est marié à l'actrice Helene Costello.
Il est mêlé à l'affaire Roscoe Arbuckle[réf. nécessaire].

## Filmographie

### Comme acteur
- 1914 : Behind the Scenes de James Kirkwood : Teddy Harrington
- 1915 : Always in the Way : Winfred North
- 1915 : Sold : Johnson
- 1915 : The Better Woman : Frank Barclay
- 1917 : Vera, the Medium : Robert Sterling
- 1920 : Yes or No ? : Paul Derreck
- 1920 : À travers l'orage (Way Down East) de D. W. Griffith : Lennox Sanderson
- 1920 : The New York Idea de Herbert Blaché : John Karslake
- 1921 : The Gilded Lily : Creighton Howard
- 1921 : What No Man Knows : Craig Dunlap
- 1921 : Rêve de seize ans (Molly O') de F. Richard Jones : Fred Manchester
- 1922 : Grand Larceny : Barry Clive
- 1922 : Le Visage dans le brouillard (The Face in the Fog) d'Alan Crosland : Comte Alexis Orloff
- 1923 : Bright Lights of Broadway : Randall Sherrill
- 1924 : La Danseuse masquée (The Masked Dancer) de Burton L. King : Prince Madhe Azhar
- 1924 : The Spitfire de Christy Cabanne : Horace Fleming
- 1924 : The Truth About Women : Warren Carr
- 1924 : Monsieur Beaucaire de Sidney Olcott : Le Roi Louis XV
- 1925 : Satan in Sables : Michael Lyev Yervedoff
- 1926 : Lost at Sea : Norman Travers
- 1926 : The Reckless Lady : Feodor
- 1926 : The Love Toy d'Erle C. Kenton : Peter Remsen
- 1926 : La Femme sauvage (The Wilderness Woman) de Howard Higgin : Alan Burkett
- 1926 : Masques d'artistes (You Never Know Women) de William A. Wellman : Eugene Foster
- 1927 : Convoy : Ernest Drake
- 1927 : The Girl from Gay Paree : Robert Ryan
- 1928 : La Femme divine (The Divine Woman) de Victor Sjöström : Henry Legrand
- 1928 : The Garden of Eden de Lewis Milestone : Henri D'Avril
- 1928 : The Whip Woman : Baron
- 1928 : Mad Hour : Joe Mack
- 1928 : The Heart of a Follies Girl : Rogers Winthrop
- 1928 : The Scarlet Dove : Ivan Orloff
- 1928 : The Whip : Greville Sartoris
- 1928 : Au fil de la vie (A Lady of Chance) de Robert Z. Leonard : Bradley 'Brad'
- 1929 : Nearly Divorced
- 1929 : Evidence : Norman Pollock
- 1929 : Le Général Crack (General Crack) : Leopold II
- 1930 : Mammy de Michael Curtiz : Westy
- 1930 : Femmes de luxe (Ladies of Leisure) de Frank Capra : Bill Standish
- 1930 : He Knew Women : Geoffrey Clarke
- 1930 : Midnight Mystery : Tom Austen
- 1930 : Oh, Sailor Behave : Prince Kosloff
- 1930 : Lawful Larceny (en) : Guy Tarlow
- 1930 : The Pay-Off : Gene Fenmore
- 1931 : La Princesse amoureuse (The Royal Bed) de Lowell Sherman : le Roi
- 1931 : Bachelor Apartment : Wayne Carter
- 1931 : High Stakes : Joe Lennon
- 1932 : Les Grecs avaient un nom pour elles (The Greeks Had a Word for Them) : Boris Feldman
- 1932 : What Price Hollywood? de George Cukor : Maximillan 'Max' Carey
- 1932 : False Faces : Dr. Silas Brenton

### comme réalisateur
- 1929 : Nearly Divorced
- 1930 : Lawful Larceny
- 1930 : The Pay-Off
- 1931 : La Princesse amoureuse (The Royal Bed)
- 1931 : Bachelor Apartment
- 1931 : High Stakes
- 1932 : The Greeks Had a Word for Them
- 1932 : Ladies of the Jury
- 1932 : False Faces
- 1933 : Lady Lou (She Done Him Wrong)
- 1933 : Gloire éphémère (Morning Glory)
- 1933 : Nuits de Broadway (Broadway Through a Keyhole)
- 1934 : Born to Be Bad
- 1935 : Night Life of the Gods
- 1935 : Becky Sharp (film achevé par Rouben Mamoulian)

### comme producteur
- 1932 : False Faces